# Hendrik Bonmann
Hendrik Bonmann (* 22. Januar 1994 in Essen) ist ein deutscher Fußballtorhüter.

## Karriere

### Verein
Hendrik Bonmann begann mit dem Fußballspielen im Alter von sieben Jahren bei Fortuna Bredeney in einem Stadtteil seiner Geburtsstadt Essen. Im Jahr 2004 wechselte er in die Jugendabteilung des FC Schalke 04, in der er nach fünf Jahren aufgrund seiner damaligen Körpergröße von 1,70 Meter als „nicht torwarttauglich“ eingestuft wurde. Daraufhin wechselte er zu Rot-Weiss Essen.
Mit Rot-Weiss stieg er zur Saison 2012/13 in die A-Junioren-Bundesliga auf, in der er auf seinen alten Verein FC Schalke 04 und seinen späteren Arbeitgeber Borussia Dortmund traf. Bonmann absolvierte 14 Ligaspiele in der A-Jugend-Bundesliga und blieb in der Hinrunde über neun Stunden ohne Gegentor. Ab Dezember 2012 gehörte er nicht nur zum A-Jugend-Aufgebot, sondern auch zum erweiterten Kader der ersten Mannschaft, die in der Regionalliga West spielte. Am 8. Dezember 2012 bestritt er beim 2:1-Heimsieg über Rot-Weiß Oberhausen sein erstes Ligaspiel im Seniorenbereich. Bis zum Saisonende folgten noch fünf weitere Einsätze für die erste Mannschaft.
Zur Saison 2013/14 wechselte Bonmann zu Borussia Dortmund. Er wurde für die U-23-Mannschaft verpflichtet, um ihn langsam an die Bundesligamannschaft heranzuführen. Doch nach der Verletzung des dritten Profikeepers Zlatan Alomerović absolvierte er die Vorbereitung mit den Profis und kam auch zu einigen Testspieleinsätzen. Am 20. Juli 2013 bestritt er beim 1:0-Heimsieg über den VfB Stuttgart II sein Pflichtspieldebüt in der 3. Liga. Nach Alomerovićs Wechsel zum 1. FC Kaiserslautern zur Saison 2015/16 wurde Bonmann dritter Torwart der ersten Mannschaft des BVB. Im Herbst 2016 rückte er durch eine verletzungsbedingte Pause des Stammtorwarts Roman Bürki hinter Roman Weidenfeller vorübergehend zum Ersatztorwart des BVB, auch für Champions-League-Einsätze, auf. Sein Vertrag lief ursprünglich bis zum 30. Juni 2018.
Im August 2017 wechselte Bonmann in die Regionalliga Bayern zum TSV 1860 München, wo er um den Platz im Tor mit Marco Hiller konkurrierte. Am Ende der Saison stieg er mit den Sechzigern in die 3. Liga auf. Im sechsten Spiel der Drittligasaison 2018/19 erlitt Bonmann einen Innenband-Teileinriss im Knie, wodurch er den Rest der Spielzeit nicht mehr zum Einsatz kam. In der neuen Saison 2019/20 stand er ab Beginn der Saison wieder bei jedem Spiel im Tor bis zu einer kurzzeitigen Verletzung im November 2019. Danach wurde er bis zum Ablauf seines Vertrages zum Saisonende nicht mehr eingesetzt. Zunächst war Bonmann dann ohne Vertrag. 

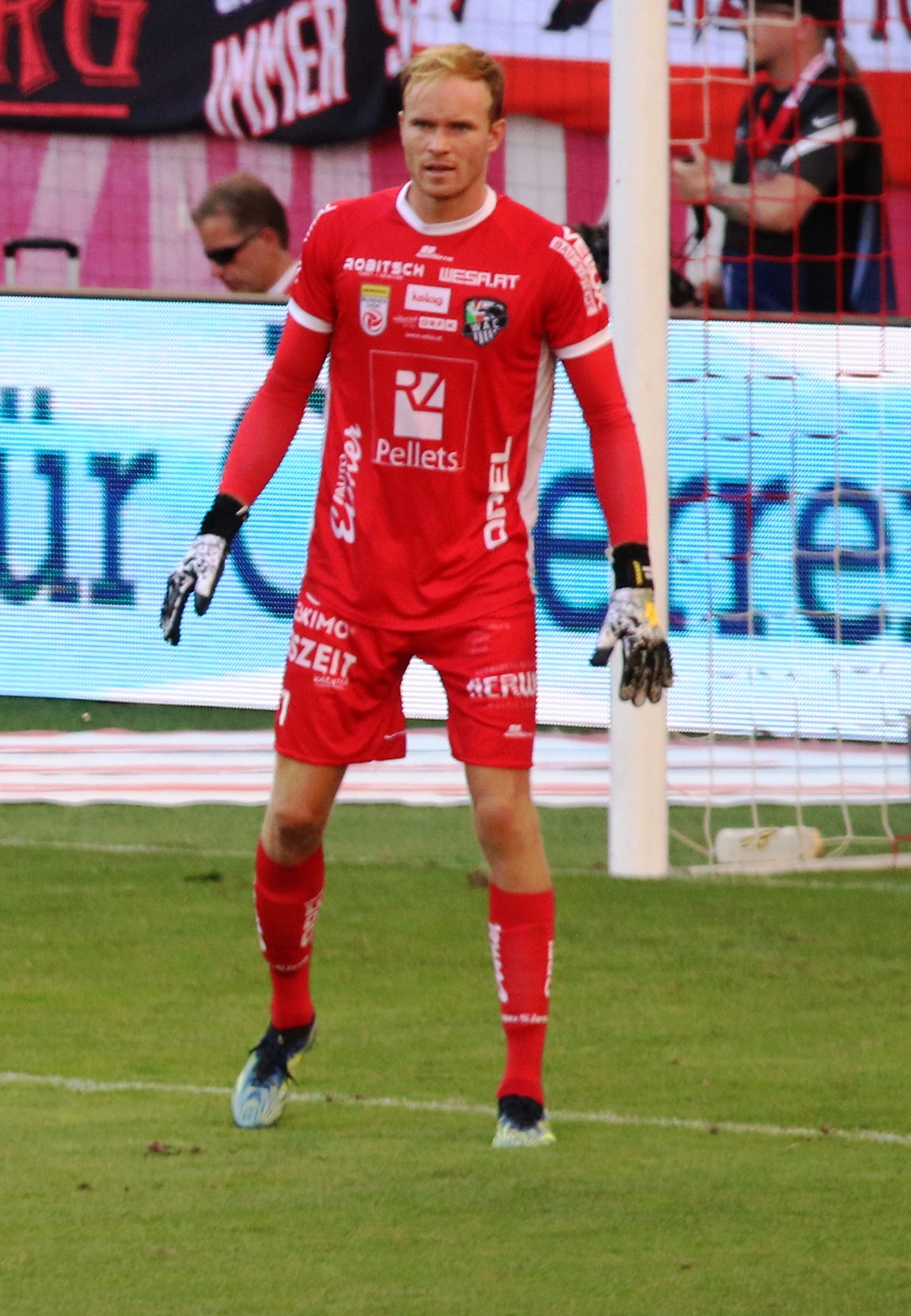
Bonmann beim Wolfsberger AC (2022)

Erst Anfang Oktober 2020 unterschrieb er bei den Würzburger Kickers einen Vertrag mit einer Laufzeit bis Sommer 2022. In Würzburg war er zunächst hinter Fabian Giefer Ersatztormann, ehe er 2021 Stammtorwart wurde. In seiner ersten Zweitligaspielzeit kam Bonmann zu 20 Einsätzen in der 2. Bundesliga, aus der er mit der Mannschaft am Ende der Saison 2020/21 jedoch abstieg. In der 3. Liga wurde Bonmann dann Kapitän der Kickers, in der Saison 2021/22 kam er zu 34 Drittligaeinsätzen. Mit dem Klub musste er jedoch weiter in die Regionalliga absteigen.
Daraufhin verließ Bonmann die Würzburger nach seinem Vertragsende und wechselte zur Saison 2022/23 zum österreichischen Bundesligisten Wolfsberger AC, bei dem er einen bis Juni 2024 laufenden Vertrag erhielt. In seinen zwei Jahren in Kärnten kam er insgesamt zu 55 Einsätzen in der Bundesliga und zu vier weiteren in der Qualifikation zur UEFA Europa Conference League.
Nach seinem Vertragsende in Wolfsberg wechselte der Tormann zur Saison 2024/25 nach Bulgarien zum amtierenden Meister Ludogorez Rasgrad. Dort teilte sich Bonmann die Spielzeit im Tor mit dem Niederländer Sergio Padt und spielte insgesamt 14 Mal in der Liga (plus drei weitere Einsätze in den Play-off-Spielen) und drei weitere Partien im bulgarischen Pokal. In beiden Wettbewerben gewann Bonmann mit seinem Team den Titel. Auch international kam Bonmann zum Einsatz: In drei Spielen der Qualifikation zur UEFA Champions League und in vier Spielen der Gruppenphase der UEFA Europa League.

### Nationalmannschaft
U-19-Nationalmannschaftstrainer Christian Ziege nominierte ihn zum U-19-Lehrgang in Frankfurt vom 3. bis zum 6. März 2013. Neben ihm nahmen auch die Torhüter Odisseas Vlachodimos (VfB Stuttgart), Leopold Zingerle (FC Bayern München) und Niklas Bolten (Borussia Mönchengladbach) teil. Er kam jedoch zu keinem Länderspieleinsatz.

## Erfolge

### Vereine

#### Borussia Dortmund
- Deutscher Pokalsieger: 2017 (ohne Einsatz)
- Deutscher Supercupsieger: 2014 (ohne Einsatz)

#### TSV 1860 München
- Aufstieg in die 3. Liga: 2018
- Meister der Regionalliga Bayern: 2018

#### Ludogorez Rasgrad
- Bulgarischer Meister: 2025
- Bulgarischer Pokalsieger: 2025
- Bulgarischer Supercupsieger: 2024 (ohne Einsatz)